# XDA Developers
XDA Developers es una comunidad de desarrolladores de software para dispositivos móviles de más de 5 millones de usuarios de todo el mundo creada en 2003. El principal objetivo del sitio es proporcionar un lugar para la discusión, soporte y desarrollo de las plataformas Android, Windows Mobile, WebOS, Bada y Windows Phone. El sitio también provee a los usuarios de Windows Mobile y Android información general sobre dispositivos, actualizaciones de ROMs, soporte técnico y reseñas sobre aplicaciones, teléfonos móviles y tabletas.